# Katja Horvat
Katja Horvat (6 gennaio 1993) è un'ex sciatrice alpina slovena.

## Biografia
Attiva in gare FIS dal dicembre del 2008, la Horvat ha esordito in Coppa Europa il 16 dicembre 2009 ad Alleghe in slalom gigante, senza completare la prova, in Coppa del Mondo il 12 gennaio 2013 a Sankt Anton am Arlberg in discesa libera (55ª) e ai Campionati mondiali a Schladming 2013, sua unica presenza iridata, dove si è classificata 36ª nello slalom gigante. Sempre nel 2013 ha disputato la sua seconda e ultima gara in Coppa del Mondo, lo slalom gigante di Ofterschwang che non ha completato. Si è ritirata al termine della stagione 2017-2018 e la sua ultima gara è stata la discesa libera dei Campionati sloveni 2018, disputata il 28 marzo a Krvavec e nella quale la Horvat ha vinto la medaglia di bronzo.

## Palmarès

### Coppa Europa
- Miglior piazzamento in classifica generale: 116ª nel 2013

### Campionati sloveni
- 7 medaglie:
  - 1 oro (supergigante nel 2011)
  - 4 argenti (supergigante nel 2012; supergigante, supercombinata nel 2013; discesa libera nel 2015)
  - 2 bronzi (supergigante nel 2015; discesa libera nel 2018)